# Richard Di Natale

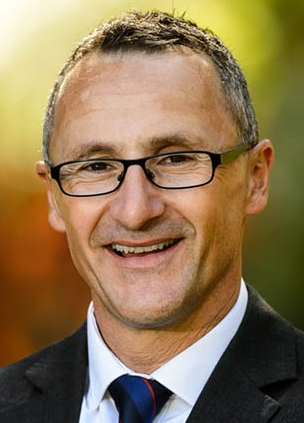
Richard Di Natale (2016)

Richard Luigi Di Natale (* 6. Juni 1970 in Melbourne) war ein australischer Politiker und von 2015 bis 2020 Vorsitzender der Australian Greens. 

## Leben
Di Natale wuchs als Sohn italienischer Migranten in Melbourne auf. Nach seiner Schulzeit studierte er Medizin an der Monash University. Anschließend arbeitete er von 1996 bis 2002 als Allgemeinmediziner. Auch danach war er im Gesundheitssektor bei verschiedenen Gesundheitsdiensten tätig.
Bei den Parlamentswahlen in Australien 2010 gelang ihm der erstmalige Einzug als Senator in den Australischen Senat für den Bundesstaat Victoria. Im Mai 2015 übernahm er den Vorsitz der australischen Grünen-Partei von seiner Vorgängerin Christine Milne. Bei der folgenden Parlamentswahl 2016 wurde er erneut in den Senat gewählt.
Bei zur Parlamentswahl 2019 errangen die Grünen Australiens ihr bis dahin zweitbestes Wahlergebnis. Trotzdem trat Di Natale 2020 im Februar 2020 aus familiären Gründen als Vorsitzender der Grünen zurück und gab im August 2020 auch sein Mandat als Abgeordneter des australischen Senats zurück.
Di Natales politischer Schwerpunkt lag während seiner politischen Tätigkeit in der Gesundheitspolitik.
Nach seinem Abschied aus der Politik ist Di Natale für coheath, einen großen gemeinnützigen Gesundheitsdienst in Melbourne, tätig. Er ist verheiratet und hat zwei Söhne. Die Familie lebt auf einer Farm in Otway Ranges.